# Dischisma ciliatum
Dischisma ciliatum är en flenörtsväxtart. Dischisma ciliatum ingår i släktet Dischisma och familjen flenörtsväxter.

## Underarter
Arten delas in i följande underarter:
- D. c. ciliatum
- D. c. erinoides
- D. c. flaccum